# Gillian Kearney
Gillian Kearney, född 9 maj 1972 i  Liverpool, Merseyside är en brittisk skådespelare. 

## Filmografi i urval
- 1989 - Shirley Valentine
- 1996 - The Tide of Life
- 1998 - Hetty Wainthropp Investigates
- 1998 - The Things You Do for Love
- 1999 - Sex, Chips & Rock n' Roll (TV-serie)
- 1998-1999 - Liverpool 1 (TV-serie)
- 2000 - In His Life: The John Lennon Story
- 2001 - Morden i Midsomer (TV-serie)
- 2001 - Murder in Mind
- 2002 - Forsytesagan (TV-serie)
- 2002 - The Real Jane Austen
- 2008 - Primeval